# Вулиця Скнилівська
Вулиця Скнилівська — вулиця у Залізничному районі міста Львова, у місцевості Скнилівок. Сполучає вулиці Виговського та Щирецьку. Прилучаються вулиці Західна, Ряшівська-проєктована, Землеробна, а також 9-й та 10-й Скнилівські провулки, які також сполучають її з вулицею Щирецькою. Межує зі Скнилівським парком, злітною смугою львівського аеропорту та територією ТВК «Південний».

## Історія
Вулиця виникла на початку XX століття у складі міського села Скнилівок, у старій його частині та прямувала на північний схід до перетину з сучасною вулицею Садовою. Спочатку вулиця (в сучасних межах) отримала назву Маршалківська, згодом — Замкнена. Після приєднання селища до міста Львова у 1952 році, вулиці колишнього селища були перейменовані або ж новоутвореним вулицям надавалися певні назви. Так, у 1962 році вулиця отримала сучасну назву Скнилівська, на згадку про колишнє село Скнилівок, що дало свою назву цій місцевості.

## Забудова
Забудова вулиці Скнилівської — одноповерхова садибна 1930—1960-х років, нові індивідуальні забудови, а також багатоповерхова 2010-х років. У 2015 році зданий в експлуатацію ЖК Q-1 «Quoroom Aero», що на вул. Скнилівській, 77а та складається з одного п'ятиповерхового будинку економ-класу з вбудованим паркінгом. 

## Пам'ятки, визначні місця
У міжвоєнний період в селі Скнилівок не було власної церкви і воно належало до греко-католицької парафії у Скнилові. Тоді у старій частині села на роздоріжжі був облаштований невеличкий майдан, де були встановлені дерев'яний хрест та невеличка капличка. За радянських часів своєрідний сакральний центр села був знищений. Відновили дерев'яний хрест та капличку з фігурою Діви Марії вже після здобуття Україною незалежності. У 1990-х роках на межі зі Скнилівським парком насипана символічна могила «Борцям за волю України». 